# دیده‌ور راداری

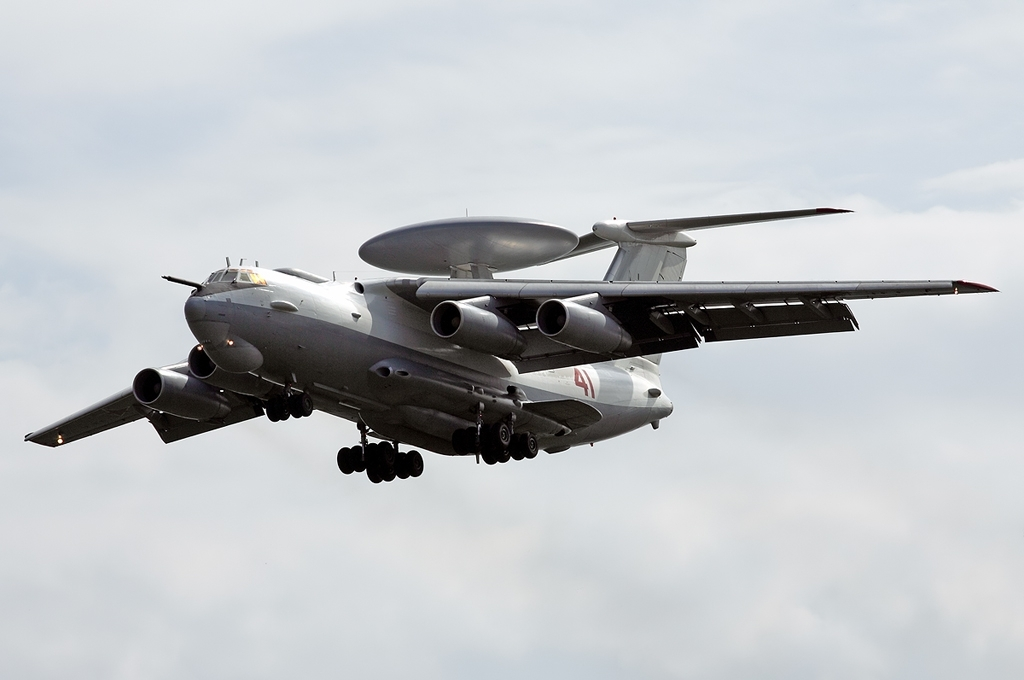
هواپیمای تقویت‌کننده رادار

در علوم نظامی به ناو یا هواپیمای تقویت‌کننده رادار دیده‌ور راداری (انگلیسی: Radar picket) گفته می‌شود. دیده‌ور راداری شناور یا هواگَرد یا وسیله‌ای است که در فاصله‌ای دورتر از نیروی خودی قرار دارد و هدف آن افزایش بُرد شناسایی رادار است.
دیده‌ورهای راداری هشداردهنده سریع و عمل‌کننده در فاصله‌ای از محدوده در حال حفاظت هستند برای افزایش برد آشکارسازی رادار.
به دیده‌ورهای هوابرد به طور کلی هشدار زودهنگام هوابرد (آواکس) گفته می‌شود.